# Fédération de la jeunesse canadienne-française
 (mars 2022).
Fondée en 1974 à Moncton au Nouveau-Brunswick, la Fédération de la jeunesse canadienne-française, aussi connue sous l'acronyme  (FJCF) coordonne des activités et des initiatives, en collaboration avec ses membres associatifs de neuf provinces et deux territoires, pour répondre aux besoins des jeunes d’expression française en situation minoritaire du Canada.
Au cours des années 1980 et 1990, la FJCF a précisé son mandat en entreprenant des actions politiques auprès des décideurs canadiens et en réalisant de plus en plus d’activités en français pour les jeunes. Depuis le tournant du millénaire, la FJCF organise des projets d’envergure nationale et internationale qui permettent aux jeunes francophones d’ouvrir leurs horizons sur le monde entier, dans un environnement francophone.

## Conseil d'administration
Le conseil d’administration de la FJCF comprend un représentant de chaque association provinciale ou territoriale membre, en plus d’une présidence et de la trésorerie.
Résolument axée sur le principe du « Par et pour » les jeunes depuis près de 40 ans, la FJCF est le plus grand réseau jeunesse d’expression française en milieu minoritaire du Canada. Ce sont des jeunes de 14 à 25 ans qui forment le conseil d’administration. Ce sont eux qui gouvernent, établissent les orientations et valident le travail accompli de l’organisme.

## Activités

### Programmes d'employabilité

#### Jeunesse Canada au travail dans les deux langues officielles
Jeunesse Canada au Travail fait partie de la Stratégie emploi jeunesse du gouvernement du Canada,. Ce programme offre aux étudiants et aux diplômés récents l’occasion de mettre leurs compétences à l’épreuve, d’établir les bases de leur carrière, de gagner de l’argent pour leurs études et d’enrichir leurs perspectives de carrière.

#### Langues et travail
Programme d’emploi d’été offert aux boursiers du programme Explore à la suite de leurs cinq semaines de cours d’immersion.

### Événements nationaux

#### Forum jeunesse pancanadien
Réunion d’une centaine de jeunes autour d’un sujet d’actualité pour stimuler leur participation citoyenne. À l’issue de trois jours d’ateliers et de conférences, les participants sont à même de réaliser des projets dans leur communauté. La dernière édition, qui s’est tenue à Halifax en mars 2019, avait pour thème la santé mentale, environnementale et linguistique.

#### Parlement jeunesse pancanadien
Rendez-vous de jeunes politiciens en herbe de partout au Canada. Les participants simulent une session parlementaire comme le font les vrais politiciens sur la colline Parlementaire à Ottawa et débattent de différents projets de loi.

#### Jeux de la francophonie canadienne
Le FJCF est à l'origine des Jeux de la francophonie canadienne et les organise. Ils sont divisés en trois volets : les sports, les arts et le leadership. Ils réunissent près d’un millier de jeunes, d’accompagnateurs et d’entraîneurs.

## Membres: provinces et territoires
- Alberta : Francophonie jeunesse de l’Alberta (FJA)
- Colombie-Britannique : Conseil jeunesse francophone de la Colombie-Britannique (CJFCB)
- Saskatchewan : Association jeunesse fransaskoise (AJF)
- Manitoba : Conseil jeunesse provincial (CJP)
- Ontario : Fédération de la jeunesse franco-ontarienne (FESFO)
- Nouveau-Brunswick : Fédération des jeunes francophones du Nouveau-Brunswick (FJFNB)
- Nouvelle-Écosse : Conseil jeunesse provincial de la Nouvelle-Écosse (CJP)
- Île-du-Prince-Édouard : Jeunesse Acadienne (JA)
- Terre-Neuve-et-Labrador : Franco-Jeunes de Terre-Neuve-et-Labrador (FJTNL)
- Territoires du Nord-Ouest : Jeunesse TNO
- Nunavut: Association des francophones du Nunavut
- Yukon : Jeunesse Franco-Yukon (JEFY)